# Kateřina z Valdštejna (1571)
Kateřina z Valdštejna († 23. září 1571) byla česká šlechtična z rodu Valdštejnů (Waldsteinů).

## Život
Narodila se jako dcera Karla Šťastného z Valdštejna († 1543) a jeho manželky Elišky Kostkové z Postupic († 1553). 
Dne 15. ledna 1553 se provdala za Zachariáše z Hradce (1527–1589). Z tohto manželství se narodil syn Menhart Lev.
Kateřina z Valdštejna zemřela 23. září 1571 a byla pohřbená na zámku v Telči v kapli Všech svatých, kdy později spočinul také její manžel.